# (4209) Briggs
(4209) Briggs (1986 TG4) – planetoida z grupy pasa głównego asteroid okrążająca Słońce w ciągu 5,6 lat w średniej odległości 3,15 j.a. Odkryta 4 października 1986 roku.